# Río Atascosa
El río Atascosa es un afluente del río Frío, que es afluente del río Nueces en Texas y tiene su desembocadura al golfo de México.